# Jeremiah Robinson-Earl
Jeremiah Christian Robinson-Earl (Kansas City, 3 de novembro de 2000) é um jogador norte-americano de basquete profissional que atualmente joga no New Orleans Pelicans da National Basketball Association (NBA), em um contrato de duas vias (two-way).
Ele jogou basquete universitário pela Universidade Villanova e foi selecionado pelo New York Knicks como a 32º escolha geral no draft da NBA de 2021.

## Carreira no ensino médio
Robinson-Earl jogou seus primeiros três anos de basquete do ensino médio no Bishop Miege High School em Roeland Park, Kansas. Como calouro, ele foi titular em todos os 25 jogos e teve média de 12,4 pontos. Em seu segundo ano, ele teve médias de 14,2 pontos, 8,4 rebotes, 2,5 assistências, 1,3 bloqueios e 1,3 roubos de bola em um time que conquistou o título estadual. Após essa temporada, ele recebeu uma oferta de bolsa de estudos da Universidade do Kansas.
Em sua terceira temporada, ele foi titular em todos os 25 jogos e teve médias de 21,3 pontos, 8,1 rebotes, 2,3 assistências e 1,3 roubadas de bola, levando sua equipe a um recorde de 22-3 e ao terceiro título estadual consecutivo. Após seus três anos na Bishop Miege, Robinson-Earl foi transferido para a IMG Academy para seu último ano.

### Recrutamento
Robinson-Earl foi um recruta de cinco estrelas e um dos melhores jogadores da classe de 2019. Em 30 de outubro de 2018, ele se comprometeu a jogar basquete universitário na Universidade Villanova e rejeitou as ofertas de Arizona, Kansas, Carolina do Norte e Notre Dame.
| Nome | Cidade Natal                              | Escola/Universidade | Altura             | Peso            | Data da revisão       |
| --- | ----------------------------------------- | ------------------- | ------------------ | --------------- | --------------------- |
| Jeremiah Robinson-Earl PF | Kansas City, KS                           | IMG Academy (FL)    | 6 ft 9 in (2.06 m) | 235 lb (107 kg) | 30 de Outubro de 2018 |
| Jeremiah Robinson-Earl PF | Recrutamento: Rivals: 247sports: ESPN: 95 |                     |                    |                 |                       |
| Classificação geral de novatos: 247Sports: 18º \| Rivals: 11º \| ESPN: 14º |                                           |                     |                    |                 |                       |
| - Nota: Em muitos casos, Scout, Rivals, 247Sports e ESPN podem entrar em conflito em suas listas de altura e peso, nestes casos, a média foi obtida. A ESPN mede os calouros numa escala de 0 a 100. - Fonte: |                                           |                     |                    |                 |                       |

## Carreira universitária
Robinson-Earl fez sua estreia em Villanova registrando 24 pontos e 13 rebotes em uma derrota por 97-54 sobre Army. Ele foi nomeado calouro da semana da Big East em 11 de novembro de 2019. No final da temporada regular, Robinson-Earl foi selecionado por unanimidade para a Equipe de Calouros e foi nomeado o Calouro do Ano da Big East depois de ter médias de 10,5 pontos e 9,4 rebotes e ter nove duplos-duplos.
Após a temporada, Robinson-Earl se declarou para o draft da NBA de 2020, mas decidiu retornar a Villanova depois que foi informado de que seria uma provável escolha de segunda rodada.
Em 26 de novembro de 2020, ele registrou 28 pontos e oito rebotes na vitória por 83-74 contra Arizona State. Em seu segundo ano, Robinson-Earl teve médias de 15,7 pontos, 8,5 rebotes e 2,2 assistências e foi nomeado o Co-Jogador do Ano da Big East. Em 9 de abril de 2021, ele se declarou para o draft da NBA de 2021, renunciando a sua elegibilidade universitária restante.

## Carreira profissional

### Oklahoma City Thunder (2021–Presente)
Robinson-Earl foi selecionado pelo New York Knicks como a 32ª escolha geral no draft da NBA de 2021. Ele foi negociado para o Oklahoma City Thunder em troca de Rokas Jokubaitis e Miles McBride. Em 10 de agosto de 2021, ele assinou um contrato de 4 anos e US$7.8 milhões com o Thunder.

## Carreira na seleção
Robinson-Earl jogou pela Seleção Americana Sub-18 na Copa América de 2018 no Canadá e ajudou sua equipe a ganhar a medalha de ouro. Na Copa do Mundo Sub-19 de 2019 na Grécia, ele teve médias de 12,7 pontos e 6,3 rebotes e ajudou a sua equipe a conquistar a medalha de ouro.

## Estatísticas da carreira

### NBA

#### Temporada regular
| Ano      | Equipe        | PJ | PT | MPJ  | AP   | 3P   | LL   | RT  | AS  | BR | TO | PPJ |
| -------- | ------------- | -- | -- | ---- | ---- | ---- | ---- | --- | --- | -- | -- | --- |
| 2021–22  | Oklahoma City | 49 | 36 | 22.2 | .414 | .352 | .741 | 5.6 | 1.0 | .6 | .3 | 7.5 |
| 2022–23  | Oklahoma City | 43 | 20 | 18.9 | .444 | .333 | .833 | 4.2 | 1.0 | .6 | .3 | 6.8 |
| Carreira | Carreira      | 92 | 56 | 20.5 | .429 | .342 | .786 | 4.9 | 1.0 | .6 | .3 | 7.1 |

### Universitário
| Ano      | Equipe    | PJ | PT | MPJ  | AP   | 3P   | LL   | RT  | AS  | BR  | TO | PPJ  |
| -------- | --------- | -- | -- | ---- | ---- | ---- | ---- | --- | --- | --- | -- | ---- |
| 2019–20  | Villanova | 31 | 31 | 32.7 | .454 | .328 | .814 | 9.4 | 1.9 | 1.1 | .5 | 10.5 |
| 2020–21  | Villanova | 25 | 25 | 34.5 | .497 | .280 | .714 | 8.5 | 2.2 | 1.0 | .6 | 15.7 |
| Carreira | Carreira  | 56 | 56 | 33.6 | .475 | .304 | .764 | 8.9 | 2.0 | 1.0 | .5 | 13.1 |

Fonte:

## Vida pessoal
O pai de Robinson-Earl, Lester Earl, jogou basquete universitário pela LSU e Kansas antes de embarcar em uma carreira profissional no exterior.